# Greuceanu
El Greuceanu és un heroi del folklore de Romania que representa un jove valent que troba que el Sol i la Lluna han estat robats per zmei. Després d'una llarga lluita amb els tres zmei i les seves dones (zmeoaice), el Greuceanu allibera el Sol i la Lluna perquè la gent de la Terra torni a tenir llum.
"Greuceanu" és també el títol d'un conte de fades recollit per Petre Ispirescu al llibre Legende sau basmele românilor.